# Elina Kritzokat
Elina Kritzokat (* 13. Dezember 1971 in Osterholz-Scharmbeck) ist eine Literaturübersetzerin aus dem Finnischen. Sie besitzt die deutsche und die finnische Staatsangehörigkeit.

## Leben
Elina Kritzokat studierte Literaturwissenschaft und schloss mit dem Magistergrad ab. Nach Stationen in der Verlags- und Zeitungsbranche und bei Literaturagenturen übersetzt sie seit 2002 Belletristik, Kinder- und Jugendliteratur, Lyrik, Comics, Sachbücher, Theaterstücke und Filme aus dem Finnischen ins Deutsche. Elina Kritzokat lebt in Berlin.
Sie ist Mitglied im Verband deutschsprachiger Übersetzer literarischer und wissenschaftlicher Werke, VdÜ. Sie moderiert und dolmetscht regelmäßig Veranstaltungen auf Buchmessen, Literaturfestivals, im Finnlandinstitut und in den Nordischen Botschaften, bildet Nachwuchs fort und bietet an Berliner Schulen und Bibliotheken mit der Jungen Weltlesebühne e.V. gemeinsam mit Kolleginnen Lesungen zum Thema Übersetzen an.  Sie gibt Radio- und Zeitschrifteninterviews zur finnischen Literaturlandschaft und dem Prozess des Übersetzens und hält Seminare an der Skandinavistik der Humboldt-Universität zum Berufsbild der Übersetzerin.
2019 wurde sie mit dem Finnischen Staatspreis für ausländische Übersetzer ausgezeichnet, 2022 mit einem Exzellenz-Stipendium des Deutschen Übersetzerfonds.

## Übersetzungen
- Tuuve Aro: Ärger mit der Heizung. Erzählungen. Suhrkamp 2004
- Tuuve Aro: Karmiina K.: Ich bin okay. Roman. Idstein 2008
- Hanna Brotherus: Mein einziges Zuhause. Roman. Ullstein 2024
- Comic-Atlas Finnland 2014. Comics. Berlin 2014
- Ilkka Falck: Mein kleines Gartenparadies. Sachbuch. Herford 2012
- Elina Halttunen: Alles gut auf der Insel. Roman. München 2011
- Aino Havukainen, Sami Toivonen: Tatu und Patu und ihr verrückter Kindergarten. Kinderbuch. Stuttgart 2011
- Aino Havukainen, Sami Toivonen: Tatu und Patu und ihr verrücktes Gute-Nacht-Buch. Kinderbuch. Stuttgart 2010
- Aino Havukainen, Sami Toivonen: Tatu und Patu und ihre verrückten Berufe. Kinderbuch. Stuttgart 2013
- Aino Havukainen, Sami Toivonen: Tatu und Patu und ihre verrückten Maschinen. Kinderbuch. Stuttgart 2010
- Aino Havukainen, Sami Toivonen: Tatu und Patu und ihr verrücktes Finnland. Kinderbuch. Helsinki 2014
- Katariina Heilala: Mumin sucht den Marmeladendieb. Kinderbuch. Hamburg 2017
- Katariina Heilala: Mumin und der geheimnisvolle Koffer. Kinderbuch. Hamburg 2017
- Liisa Hellemaa-Hautamäki: Aus alten Sachen Schönes machen. Sachbuch. Stuttgart 2008
- Elina Hirvonen: Erinnere dich. Roman. München 2008
- J. K. Johansson: Lauras letzte Party. Krimi. Berlin 2015
- J. K. Johansson: Noras zweites Gesicht. Krimi. Berlin 2016
- Heikki Jokinen: Comics aus Finnland. Helsinki 2010
- Riina und Sami Kaarla: Mumin und das neue Haus. Kinderbuch. Hamburg 2017
- Riina und Sami Kaarla: Mumin und die Piraten. Kinderbuch. Hamburg 2017
- E. L. Karhu: Die Auserwählten. Studiobühne Bochum, Premiere 2013
- Riina Katajavuori: Herbsttrompetenkonzert. Lyrik. Bielefeld 2018
- Aki Kaurismäki: Die andere Seite der Hoffnung. Kinofilm, deutsche Synchronfassung. Berlin 2017
- Aki Kaurismäki: Die andere Seite der Hoffnung. Theaterfassung, Hartmann und Stauffacher. Köln 2019
- Terhi Kokkonen: Arctic Mirage. Roman. Berlin 2024
- Siri Kolu: Tomtom und die wilden Häuser. Kinderbuch. Frankfurt am Main 2022
- Leena Krohn: Emil und der Pelikanmann. Roman. Frankfurt am Main 2013
- Leena Krohn: Stechapfel. Roman. München 2006
- Tuija Lehtinen: Das Leben liegt vor uns, Leute! Jugendbuch. Hamburg 2009
- Minna Lindgren: Spätsommer ist auch noch Sommer. Roman. Kiepenheuer & Witsch 2020
- Outi Loimaranta: Oh, du schöne Weihnachtszeit. Sachbuch. Stuttgart 2010
- Auli Mantila: Eine gefährliche Art von Glück. Krimi. Berlin 2007
- Hanna Marjut Marttila: Filmreif. Jugendbuch. Hamburg 2010
- Paula Noronen: Mission Meerschweinchen. Kinderbuch. Stuttgart 2013
- Miika Nousiainen: Die Wurzel alles Guten. Roman. Zürich 2017
- Miika Nousiainen: Quality Time. Roman. Zürich 2021
- Miika Nousiainen: Verrückt nach Schweden. Roman. Zürich 2019
- Sofi Oksanen: Ich liebe dich schon jetzt. Ein europäisches Abendmahl. Theaterstück. Wien 2017
- Sofi Oksanen: Reigen nach Arthur Schnitzler. Neufassung der zehn Dialoge, Dialog 2. Theaterstück. Salzburg 2022
- Seita Parkkola: Wir können alles verlieren oder gewinnen. Jugendbuch. Weinheim 2012
- Timo Parvela: Ella und der falsche Zauberer. Kinderbuch. München 2018
- Timo Parvela: Ella und die entführten Pferde. Kinderbuch. München 2023
- Timo Parvela: Ella und ihre Freunde als Babysitter. Kinderbuch. München 2020
- Timo Parvela: Ella und ihre Freunde retten die Schule. Kinderbuch. München 2021
- Timo Parvela: Ellas Klasse und der Wundersmoothie. Kinderbuch. München 2021
- Timo Parvela: Ellas Klasse und die gigantische Weihnachtsfeier. Kinderbuch. München 2022
- Timo Parvela: Maunz’ und Wuffs guter Tag. Theaterstück. Hamburg 2018
- Timo Parvela: Pekka, der König des Dschungels. Kinderbuch. München 2019
- Timo Parvela, Björn Sortland: Kepler 62, Band 1–6. Sechs Kinderbücher. Stuttgart 2019 bis 2021
- Riikka Pulkkinen: Die Ruhelose. Roman. Berlin 2014
- Riikka Pulkkinen: Wahr. Roman. Berlin 2012
- Ville Ranta: Kajaani. Der Verbannte der Kalevala. Graphic Novel. Berlin 2022
- Ville Ranta: Paradies. Comic. Berlin 2012
- Laura Ruohonen: Theaterstück nach Maria Stuart. Linz 2009
- Minna Rytisalo: Lempi, das heißt Liebe. Roman. München 2018
- Pirkko Saisio: Das rote Buch der Abschiede. Roman. Stuttgart 2023
- Pirkko Saisio: Gegenlicht. Roman. Stuttgart 2024
- Pirkko Saisio: Das kleinste gemeinsame Vielfache. Roman. Stuttgart 2024
- Veera Salmi: Moritz und das Dumm-phone. Kindertheaterstück. Tinfo 2016
- Salla Savolainen: Asphalt. Wir bauen eine Straße. Hanser Kinderbuch 2024
- Jean Sibelius – Die Musik, der Künstler, der Mensch. Übersetzung der Wanderausstellung zum Komponisten. Berlin 2016
- Raija Siekkinen: Wie Liebe entsteht. Erzählungen. Zürich 2014
- Salla Simukka: So rot wie Blut. Jugendbuch. Würzburg 2014
- Salla Simukka: So weiß wie Schnee. Jugendbuch. Würzburg 2015
- Salla Simukka: So schwarz wie Ebenholz. Jugendbuch. Würzburg 2016
- Johanna Sinisalo: Glasauge. Roman. Berlin 2007
- Pirkko-Liisa Surojegin: Von Fuchs, Wolf und Bär … Tiermärchen aus dem hohen Norden. Stuttgart 2021
- Oili Tanninen: Bommel und Bummi. Bilderbuch. Zürich 2020
- Tuutikki Tolonen: Agnes und der Traumschlüssel. Kinderbuch. Hamburg 2022
- Tuutikki Tolonen: Monsternanny – Eine haarsträubende Nachricht. Kinderbuch. München 2020
- Mila Teräs: Der Fuchs, der den Himmel malte. Bilderbuch. München 2019
- Mila Teräs: Telma und das Haus der Geschichten. Kinderbuch. Esslingen 2012
- Mila Teräs: Telma und die Insel der Geheimnisse. Kinderbuch. Esslingen 2013
- Petteri Tikkanen: Blitzkrieg der Liebe. Comic. Berlin 2014
- Vierte Welt (Theatergruppe): Tapiola – Leben im Beton. Theaterstück. Berlin 2017
- Jussi Valtonen: Zwei Kontinente. Roman. München 2017
- Marja-Liisa Vartio: Männer wie Männer, Frauen wie Frauen. Roman. Berlin 2014

## Notizen
1. ↑  Information (Memento des Originals vom 28. November 2019 im Internet Archive)  Info: Der Archivlink wurde automatisch eingesetzt und noch nicht geprüft. Bitte prüfe Original- und Archivlink gemäß Anleitung und entferne dann diesen Hinweis.

| Personendaten    | Personendaten                  |
| ---------------- | ------------------------------ |
| NAME             | Kritzokat, Elina               |
| KURZBESCHREIBUNG | deutsch-finnische Übersetzerin |
| GEBURTSDATUM     | 13. Dezember 1971              |
| GEBURTSORT       | Osterholz-Scharmbeck           |